# Hipsheim
Hipsheim (Hípse nel locale dialetto germanico) è un comune francese di 1 001 abitanti situato nel dipartimento del Basso Reno nella regione del Grand Est.

## Società

### Evoluzione demografica
Abitanti censiti